# Скуки ради
«Скуки ради» — советский художественный фильм 1967 года, снятый по мотивам одноименного рассказа Максима Горького.

## Сюжет
Жители одной из станций завидуют проезжающим мимо них людям. На станции работает кухаркой Арина, ей под 40 лет, некрасивая, грязная, оборванная. Арина живёт одиноко. К ней на кухню заходит стрелочник Гомозов, недавно потерявший семью, и просит сшить ему несколько рубах. Он приглашает Арину зайти к нему попить чаю, поговорить. Арина уходит от него на рассвете. Они живут, пряча от всех свою жизнь. Об их отношениях узнают обитатели станции и ради развлечения устраивают шутовскую свадьбу. Гомозов начинает поддакивать окружающим, обвиняя Арину, она уходит в степь. Утром её находят повешенной на чердаке.

## В ролях
| Актёр             | Роль             |
| ----------------- | ---------------- |
| Майя Булгакова    | Арина            |
| Всеволод Санаев   | Гомозов          |
| Людмила Шагалова  | Софья Ивановна   |
| Юрий Мажуга       | Матвей Егорович  |
| Виктор Сергачёв   | Николай Петрович |
| Евгений Шутов     | Лука             |
| Владимир Дорофеев | Ягодка           |
| Андрюша Макин     | Андрюша          |

### В эпизодах
| Актёр            | Роль                |
| ---------------- | ------------------- |
| Василий Гурин    | урядник             |
| Валерий Мотренко | доктор              |
| Людмила Алфимова | дама в поезде       |
| Лев Перфилов     |                     |
| Олеся Иванова    | баба в поезде Мария |
| Левон Чиниджанц  | пассажир поезда     |

### Нет в титрах
| Актёр            | Роль            |
| ---------------- | --------------- |
| Вячеслав Воронин | пассажир поезда |

## Награды
- Булгакова, Майя Григорьевна — диплом за лучшее исполнение женской роли на фестивале Закавказских республик и Украины (1968 год — за участие в фильме «Скуки ради»)